# Marten Jacobszoon Heemskerk van Veen
Maerten van Heemskerck o Marten Jacobsz Heemskerk van Veen (1 de juny de 1498 a Heemskerk– 1 d'octubre de 1574 a Haarlem) va ser un pintor neerlandès, gran part de la seva carrera es va desenvolupar a Haarlem. Era deixeble de Jan van Scorel, i va adoptar l'estil italià del seu mestre. Maerten va passar els anys 1532–1536 a Itàlia. Va fer molts dibuios i gravats i és especialment conegut per la seva interpretació de les set meravelles del món. Es considera un representant del corrent artístic del Manierisme

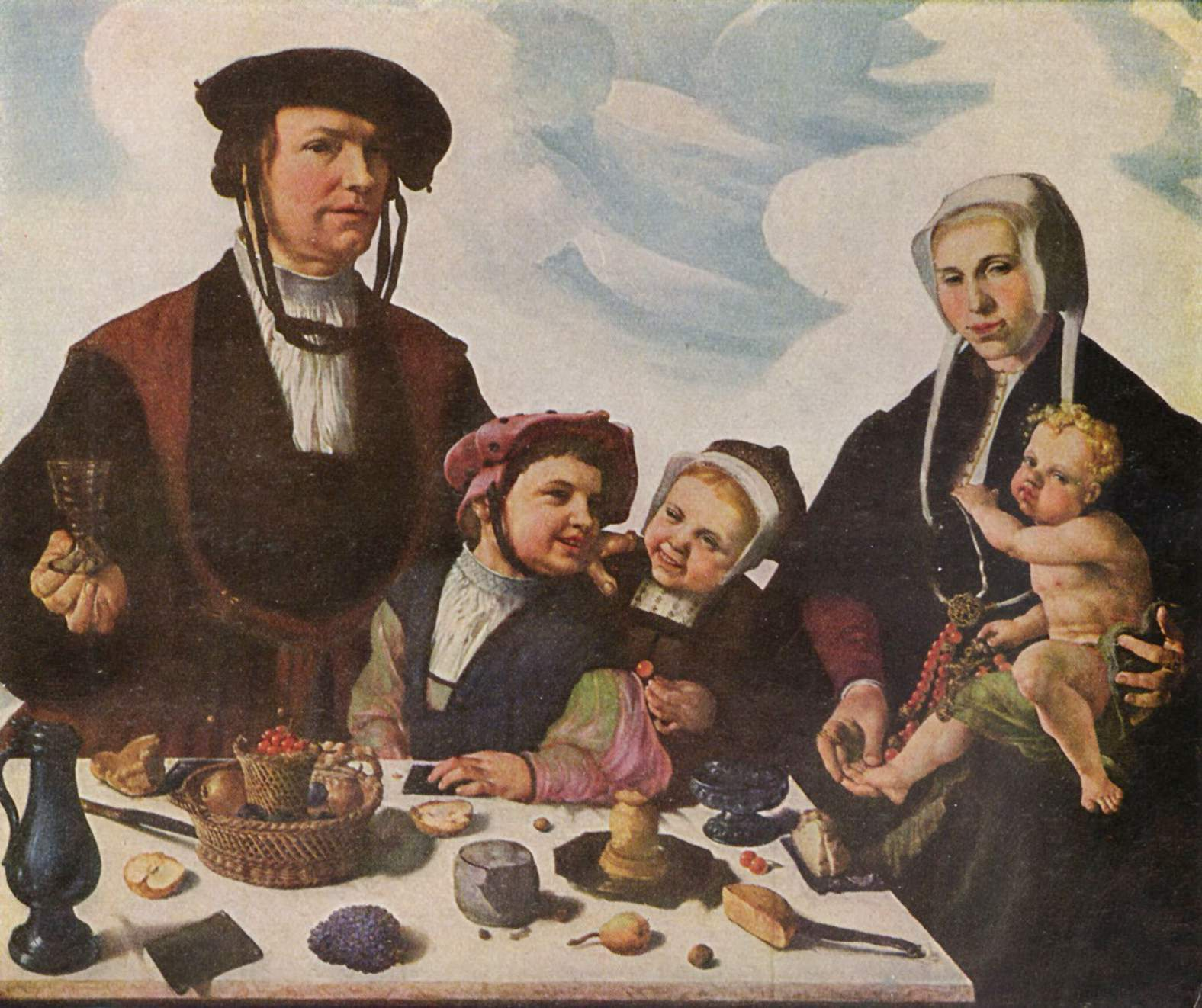
Família de Pieter Jan Foppesz (1532)

## Les set meravelles del món antic
Heemskerck va fer dibuixos per a un conjunt de gravats que mostraven 8 meravelles en lloc de les habituals set meravelles del món antic. Va afegir a la llista clàssica el Colosseu de Roma on va mostrar les runes i una especulativa estàtua de Júpiter al centre. Els gravats els va fer Philip Galle i es van publicar l'any 1572.

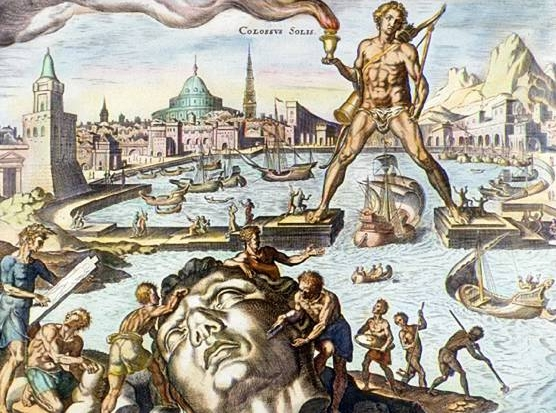
Colós de Rodes, imaginat per Martin Heemskerck
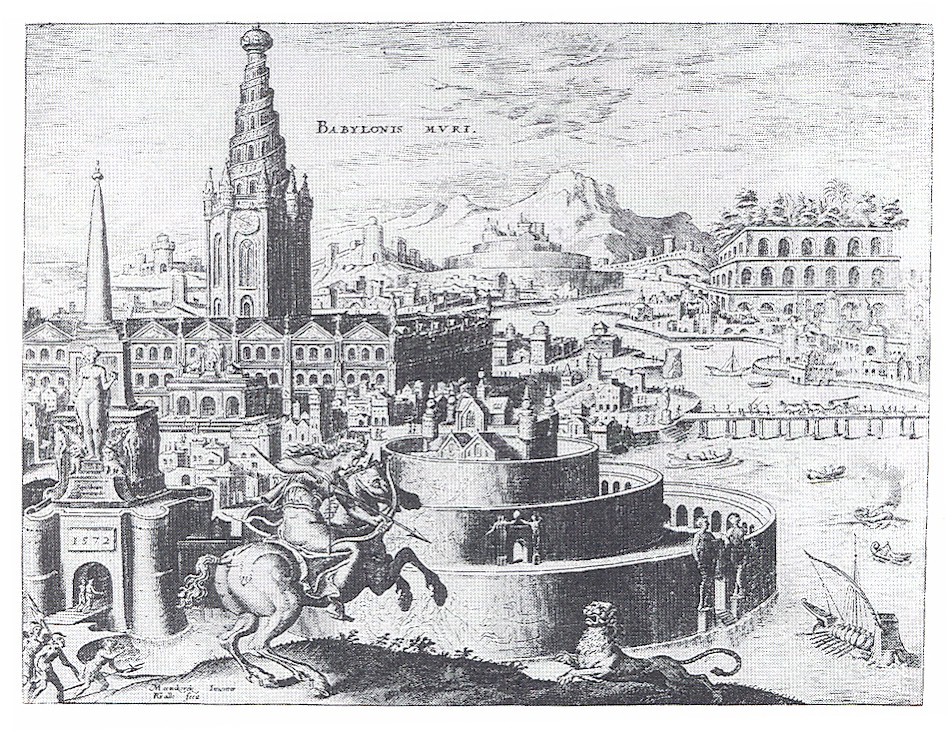
Jardins penjants de Babilònia.
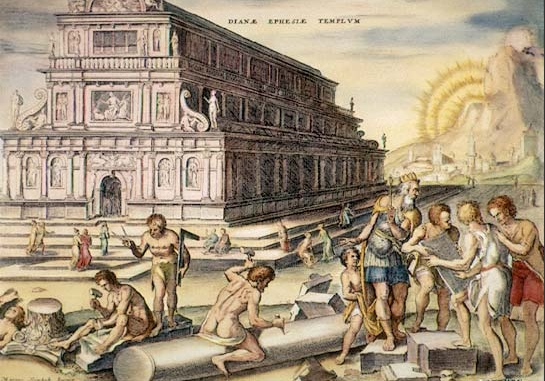
Temple d'Àrtemis.
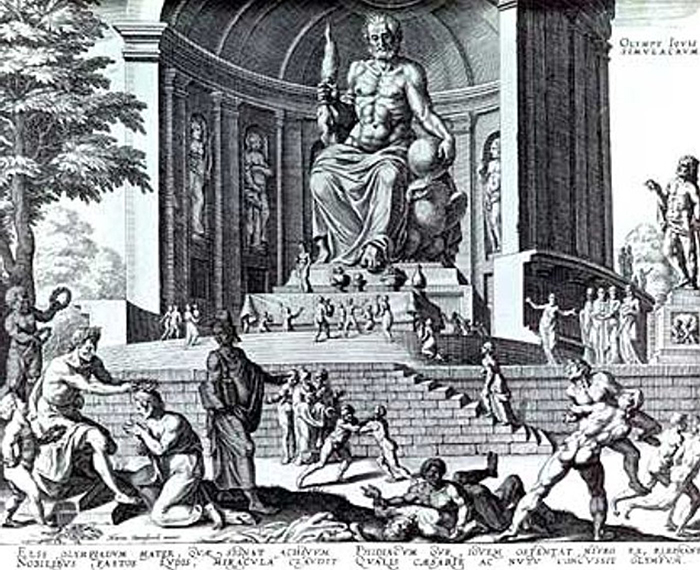
Estàtua de Zeus de Fídies per Philip Galle el 1572, d'un dibuix de Heemskerck.
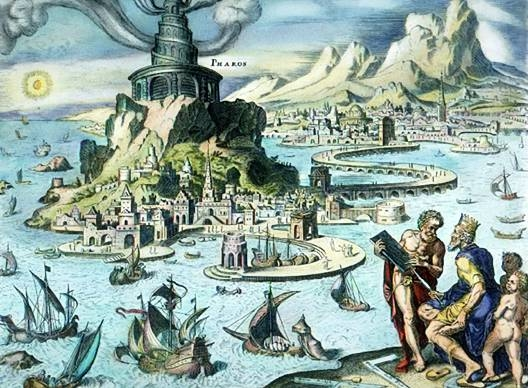
Far d'Alexandria.
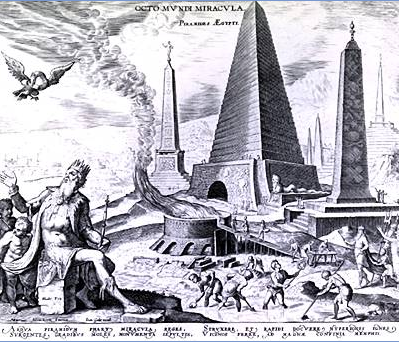
La Gran Piràmide de Giza.
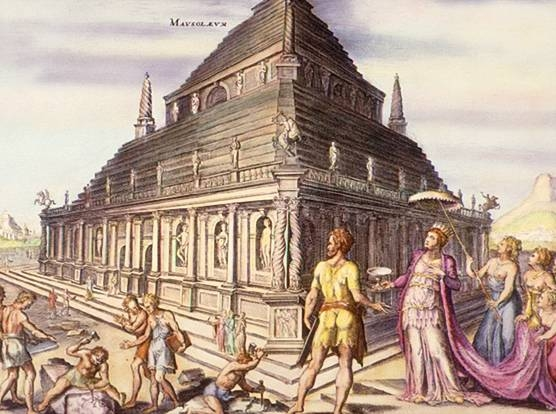
Mausoleu d'Halicarnàs, 1572.
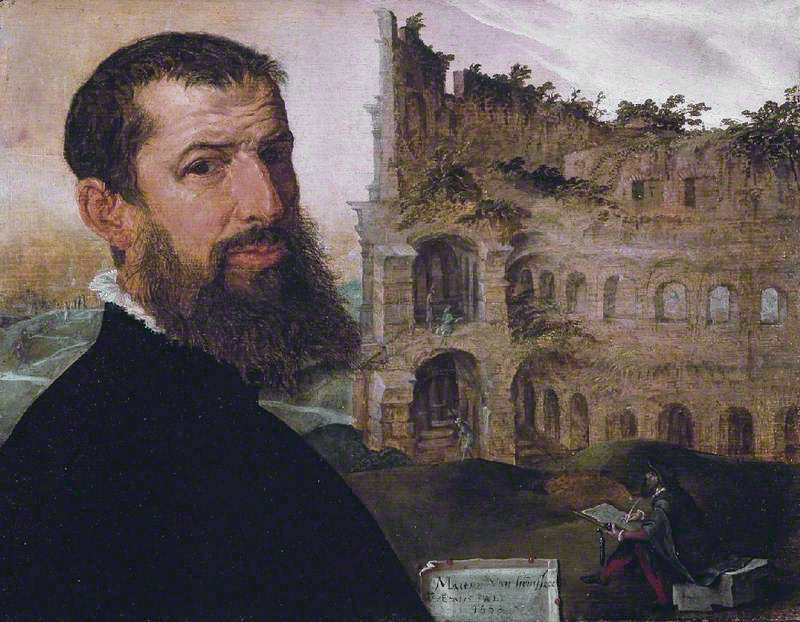
Autoretrat amb el Colosseu.